# William Smith (Schauspieler)
William Smith (* 24. März 1933 in Columbia, Missouri; † 5. Juli 2021 in Los Angeles, Kalifornien) war ein US-amerikanischer Schauspieler und Bodybuilder.

## Leben
Smith begann seine Karriere im Alter von acht Jahren als Kinderdarsteller im Horrorfilm Frankenstein kehrt wieder von 1942. Bis 1948 war er in verschiedenen Filmproduktionen wie Der Weg zum Glück und Meet Me in St. Louis in kleinen Rollen zu sehen. Er schloss sich 1951 der United States Air Force an und besuchte danach die Syracuse University und die University of California in Los Angeles, die er mit dem Mastertitel abschloss. Ende der 1950er Jahre hatte er wieder einige kleinere Filmrollen, arbeitete dann aber auch verstärkt für das Fernsehen.
1961 stellte er in der Krimiserie Asphaltdschungel die Rolle des Sgt. Danny Keller dar, die Serie wurde jedoch nach 13 Folgen eingestellt. Zwischen 1962 und 1965 spielte er Jimmy Delaney in der Serie Zero One und zwischen 1965 und 1967 war er in 56 Folgen der Westernserie Laredo als Texas Ranger Joe Riley zu sehen. Daneben hatte er Gastrollen in erfolgreichen Serienformaten wie Bezaubernde Jeannie, Die Leute von der Shiloh Ranch, Kobra, übernehmen Sie, Die Straßen von San Francisco, Kung Fu und Rauchende Colts. In der Miniserie Reich und Arm spielte er 1976 an der Seite von Peter Strauss und Nick Nolte den Gangster Falconetti. In der finalen Staffel der Krimiserie Hawaii Fünf-Null hatte er 1979 bis 1980 die Rolle des Detective James Carew. Anfang der 1980er Jahre spielte er wieder verstärkt in Gastrollen und war mit Auftritten in Ein Colt für alle Fälle, Knight Rider, Das A-Team, Hunter und Simon & Simon in den zu den erfolgreichsten ihrer Zeit zählenden Serien vertreten.
Eine größere Filmrolle hatte er 1980 als Gegenspieler von Clint Eastwood in der Actionkomödie Mit Vollgas nach San Fernando. Zudem war er als Conans Vater in Conan der Barbar zu sehen und spielte im Kriegsfilm Die rote Flut einen russischen Offizier. Nebenrollen hatte er in Francis Ford Coppolas Filmen Die Outsider und Rumble Fish. In einigen B-Movies wie Run, Angel, Run (1969) oder Invasion der Bienenmädchen (1971) war Smith aber auch als Hauptdarsteller anzutreffen. Seit den 1990er Jahren trat Smith hauptsächlich in Direct-to-Video-Produktionen auf. 2020 spielte er seine letzte Rolle in Jon Stewarts Komödie Irresistible, womit Smiths Filmkarriere in Hollywood über 75 Jahre umspannte und mehr als 270 Produktionen umfasst.
Obgleich auf der Leinwand eher für seine raubeinigen Rollen bekannt, veröffentlichte er im Jahr 2009 auch einen Gedichtband. Er war verheiratet und hatte zwei Kinder. Smith starb im Juli 2021 im Alter von 88 Jahren im Motion Picture & Television Country House and Hospital in Los Angeles.

## Filmografie (Auswahl)
- 1942: Frankenstein kehrt wieder (The Ghost of Frankenstein)
- 1943: Das Lied von Bernadette (The Song of Bernadette)
- 1944: Der Weg zum Glück (Going My Way)
- 1944: Meet Me in St. Louis
- 1945: Ein Baum wächst in Brooklyn (A Tree Grows in Brooklyn)
- 1946: Gilda
- 1948: Der Junge mit den grünen Haaren (The Boy with Green Hair)
- 1951: Ein Held für zwei Stunden (Saturday’s Hero)
- 1959: Die Nervensäge (The Gazebo)
- 1961: Asphaltdschungel (The Asphalt Jungle; Fernsehserie, 13 Folgen)
- 1961: Atlantis, der verlorene Kontinent (Atlantis, the Lost Continent)
- 1962–1965: Kennziffer 01 (Zero One; Fernsehserie, 33 Folgen)
- 1963: Der verrückte Professor (The Nutty Professor)
- 1965: 36 Stunden (36 Hours)
- 1965–1967: Laredo (Fernsehserie, 56 Folgen)
- 1969: Run, Angel, Run
- 1970: McGee, der Tiger (Darker Than Amber)
- 1970: Höllenengel und Company (C.C. and Company)
- 1970: Verdammt, verkommen, verloren – The Losers (The Losers)
- 1971: Chrom und heißes Leder (Chrome and Hot Leather)
- 1972: Columbo: Blumen des Bösen (The Greenhouse Jungle, Fernsehreihe)
- 1973: Invasion der Bienenmädchen (Invasion of the Bee Girls)
- 1973: Der letzte Held Amerikas (The Last American Hero)
- 1974: Die Straßen von San Francisco (The Streets of San Francisco, Fernsehserie, eine Folge)
- 1974: Detektiv Rockford – Anruf genügt (The Rockford Files, Fernsehserie, eine Folge)
- 1975: New York antwortet nicht mehr (The Ultimate Warrior)
- 1977: Reich und Arm (Rich Man, Poor Man) (Fernseh-Miniserie)
- 1977: Das Ultimatum (Twilight’s Last Gleaming)
- 1979: 10.000 PS – Vollgasrausch im Grenzbereich (Fast Company)
- 1979: Ein Rabbi im Wilden Westen (The Frisco Kid)
- 1979–1980: Hawaii Fünf-Null (Hawaii Five-O, Fernsehserie, 19 Folgen)
- 1980: Mit Vollgas nach San Fernando (Any Which Way You Can)
- 1980: CHiPs (Fernsehserie, 3 Folgen)
- 1982: Conan der Barbar (Conan the Barbarian)
- 1983: Die Outsider (The Outsiders)
- 1983: Rumble Fish
- 1983: Knight Rider (Fernsehserie, 1 Folge)
- 1984: Kampf um Yellow Rose (The Yellow Rose) (Fernsehserie, 2 Folgen)
- 1984: Die rote Flut (Red Dawn)
- 1985: Hunter (Fernsehserie, Folge 2x11: Die Quittung)
- 1985: Das mörderische Paradies (The Mean Season)
- 1988: Platoon Leader – Der Krieg kennt keine Helden (Platoon Leader)
- 1990: Final Sanction – Zum Töten gedrillt (The Final Sanction)
- 1994: Ein Mountie in Chicago (Due South; Fernsehserie, Folge Manhunt)
- 1994: Maverick – Den Colt am Gürtel, ein As im Ärmel (Maverick)
- 1996: Uncle Sam – I Want You Dead (Uncle Sam)
- 1998: Broken Vessels
- 2001: Codename – Elite (The Elite)
- 2008: Rapturious – Die Hölle wartet…! (Rapturious)
- 2020: Irresistible – Unwiderstehlich (Irresistible)

## Auszeichnungen
- 2003: Golden Boot Award für sein Lebenswerk